# 古山站
古山站（日语：／ Furusan eki */?）是位於北海道夕張郡由仁町古山，北海道旅客鐵道（JR北海道）的室蘭本線車站。

## 歷史

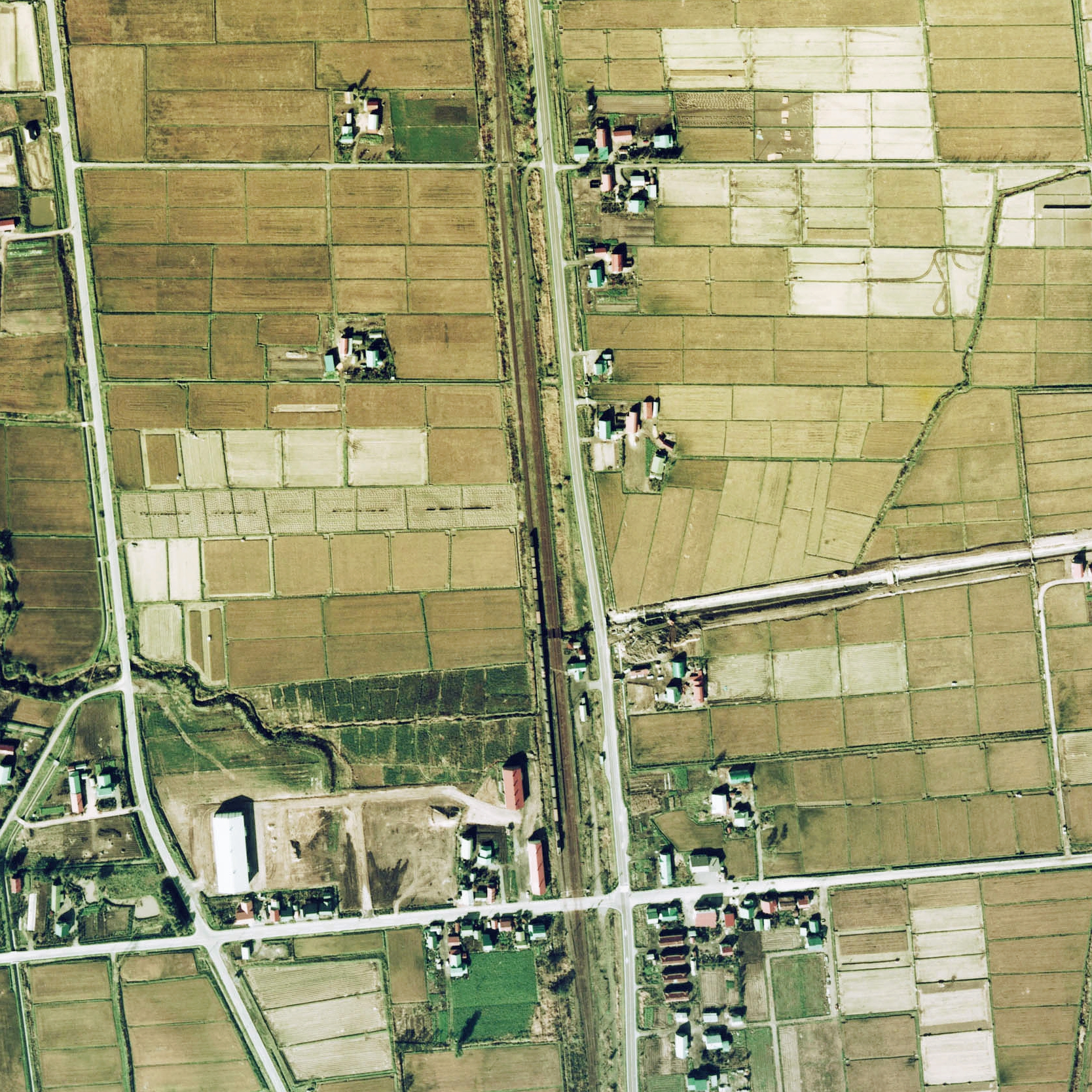
1976年古山站周邊750米範圍。

- 1943年（昭和18年）9月25日：國有鐵道室蘭本線的古山號誌站啟用[1]。
- 1946年（昭和21年）4月1日：升級至車站，名為古山站[1]。當時為一般車站[1]。
- 1947年（昭和22年）12月1日：開設車載貨物起卸業務[2]。
- 1972年（昭和47年）3月15日：結束貨物起卸業務[1]。
- 1980年（昭和55年）5月15日：結束行李起卸業務[1]。同時成為無人車站[3]。
- 1982年（昭和57年）：車站大樓翻新[4]。
- 1987年（昭和62年）4月1日：伴隨國鐵分割民營化，車站由北海道旅客鐵道（JR北海道）營運[1]。

### 站名的由來
車站名稱取自所在地。在車站附近的「振寒川」的讀法變化下，使此站名為「古山」。
而河流名稱「振寒」是來自愛奴語中的「Furu-Samu」（在山丘旁邊）。

## 車站構造
車站是一座地面車站，設有2面2線的月台（1面1線的單式月台與1面1線的島式月台（一邊月台已停用））。此站可進行列車交會。兩月台之間設有跨線橋連接。跨線橋呈コ字形。路軌東邊車站大樓側為單式上行1號月台，對面為島式下行2號月台。此站設有安全側線。曾經此站設有2面3線的月台（截至1983年（昭和58年）4月當時的配線）。受到三川站至此站之間為單線鐵路的影響，本來中線實際上為下行本線（現時為2號月台）。在島式月台背對車站大樓的月台是上下行共用的副本線（3號月台）。連同當時的安全側線，此站共有4線。3號月台在1993年（平成5年度）3月前已經撤走。
此站是由追分站管理的無人車站。車站大樓位於站內東邊（岩見澤方向的右手邊），鄰接單式月台北邊。車站大樓在有人車站時期經過翻新，此站的車站大樓設計與安平站、三川站和栗丘站屬同款。車站大樓內設有候車室、管理事務室和廁所。
另外，原本三川站至此站之間為雙線鐵路，但是隨著列車班次減少，便把1線撤走。

### 月台
| 月台 | 路線      | 上下行 | 方向             |
| ---- | --------- | ------ | ---------------- |
| 1    | ■室蘭本線 | 上行   | 苫小牧、糸井方向 |
| 2    | ■室蘭本線 | 下行   | 岩見澤方向       |

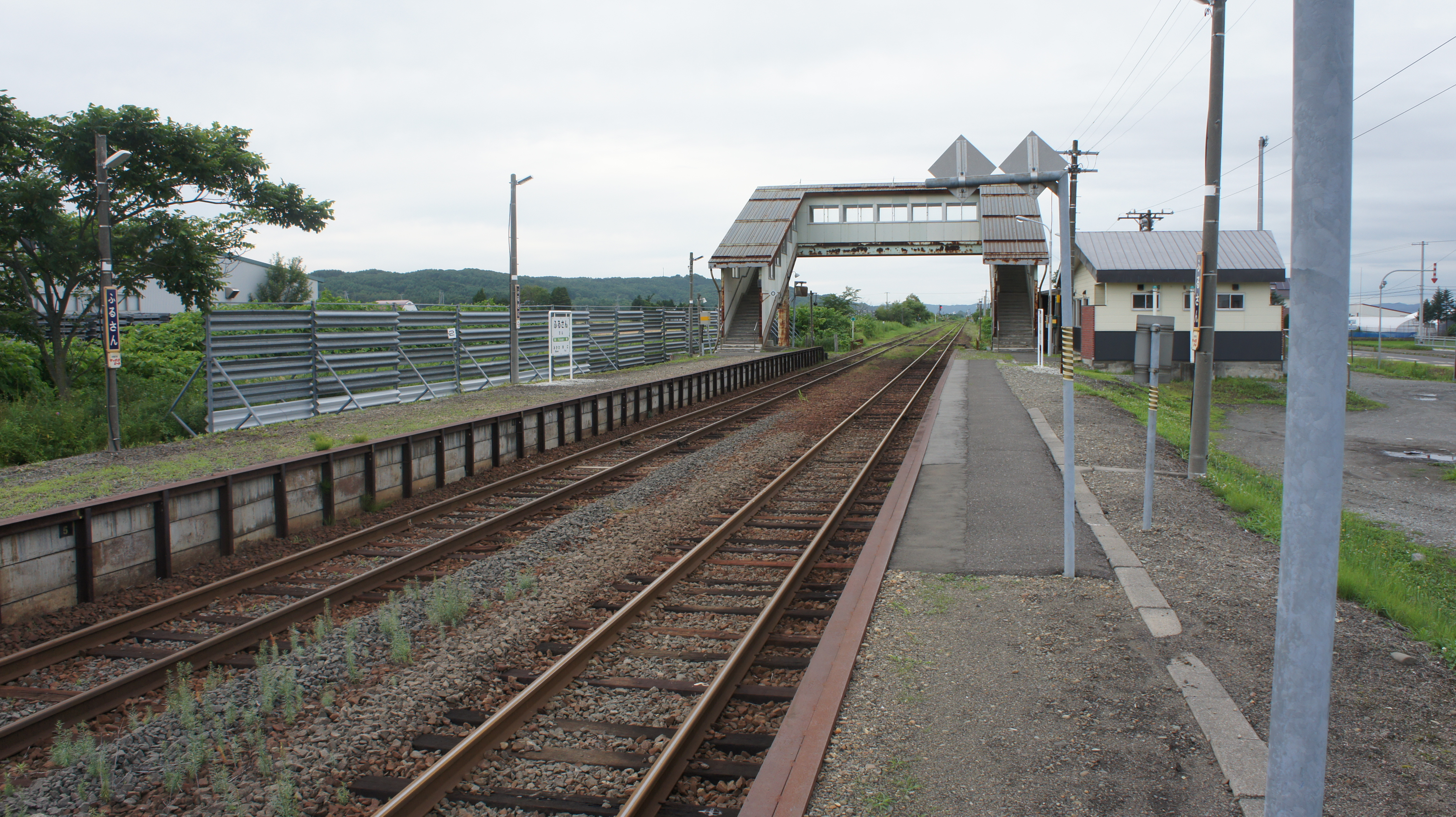
月台（2017年7月）
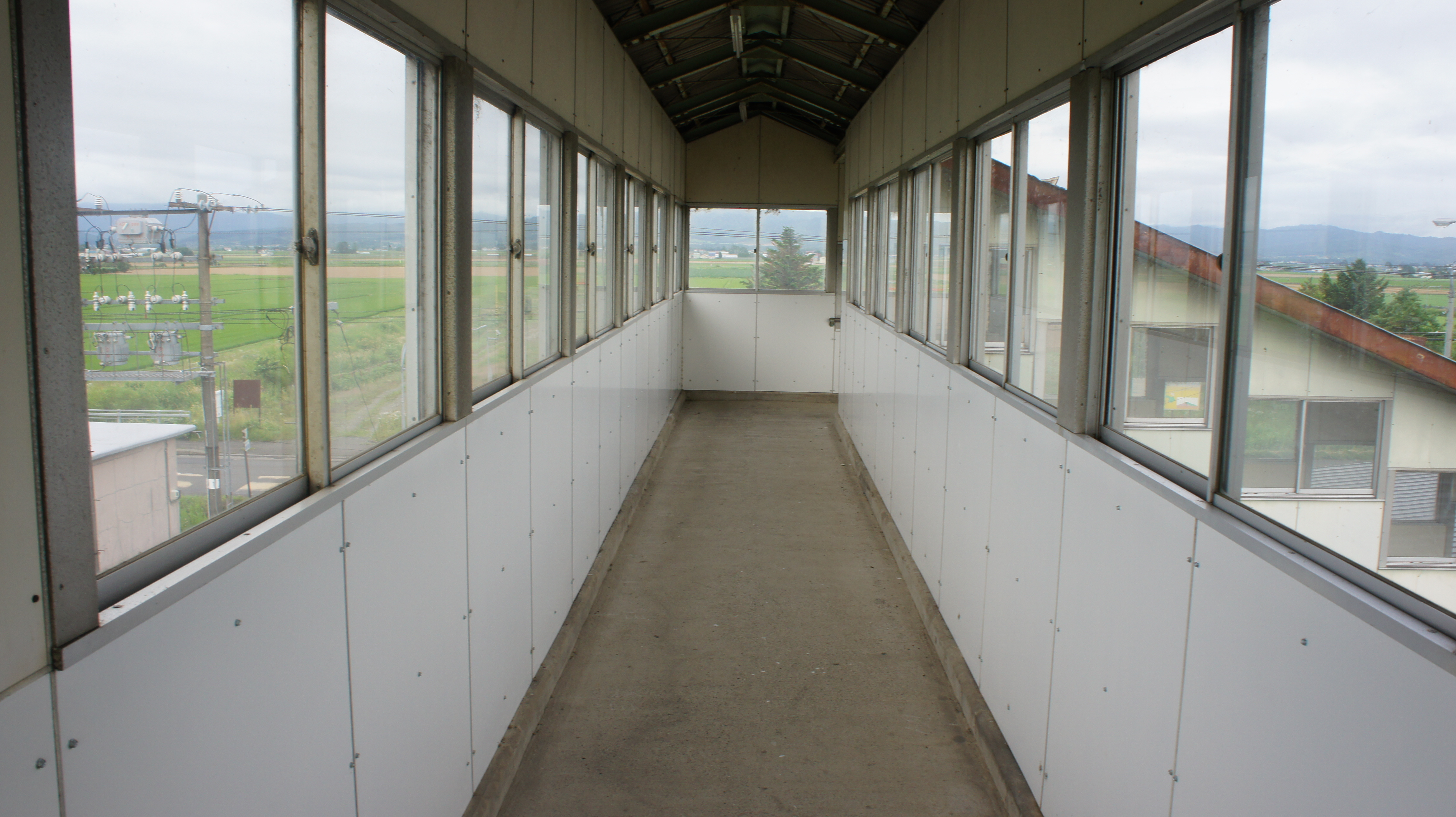
跨線橋（2017年7月）
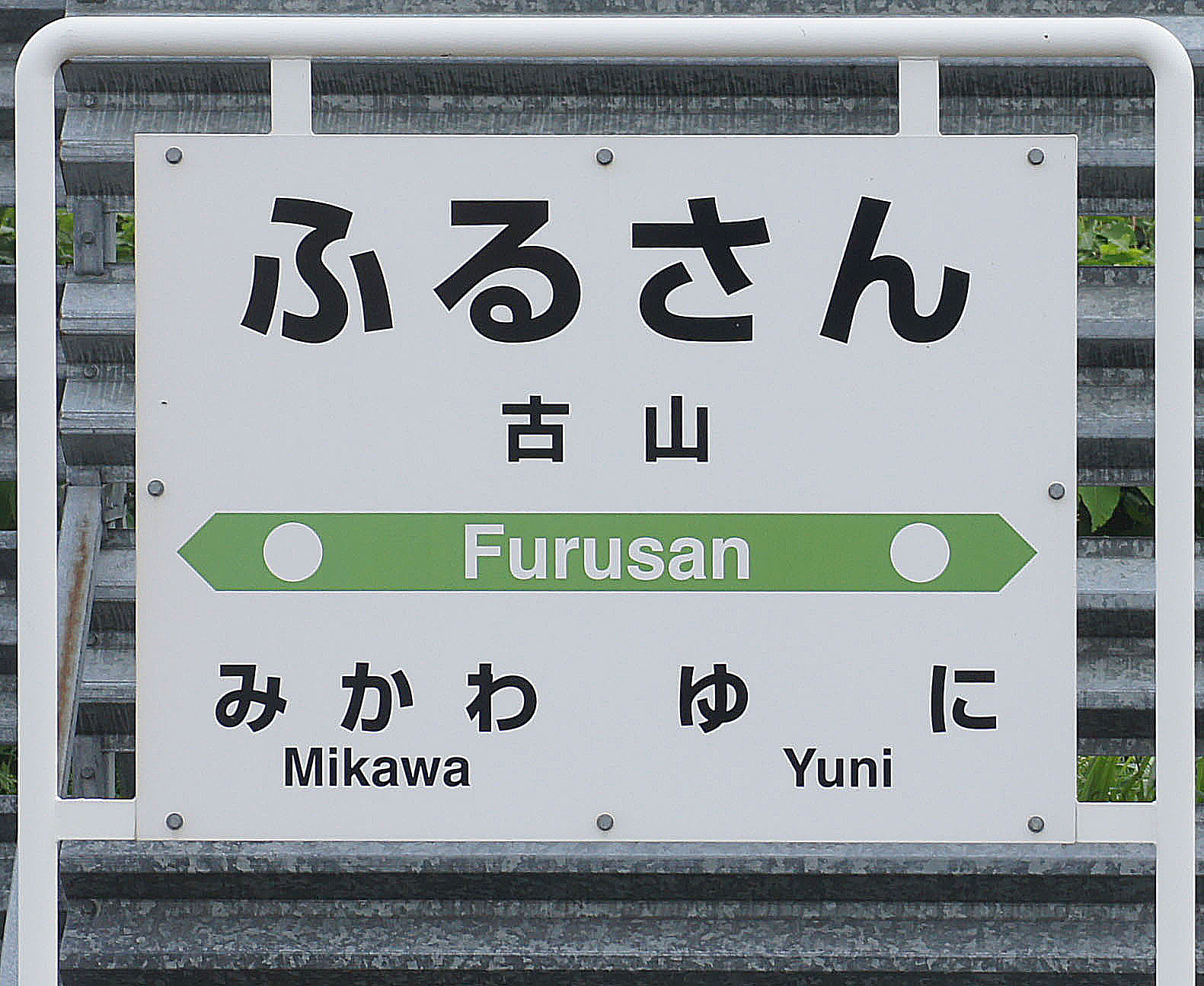
站名牌（2017年7月）

## 使用狀況
- 在1981年度（昭和56年度）的1日上下車人次為42人[8]。
- 在1992年度（平成4年度）的1日上下車人次為48人[7]。
- 在2012 - 2016年（平成24 - 28年）的乘車人次（指定平日調査）為平均16.6人[9]。
- 在2013 - 2017年（平成25 - 29年）的乘車人次（指定平日調査）為平均15.6人[10]。
- 在2014 - 2018年（平成26 - 30年）的乘車人次（指定平日調査）為平均14.0人[11]。
- 在2015 - 2019年（平成27 - 令和元年）的乘車人次（指定平日調査）為平均13.4人[12]。

以下為1日平均上下車人次列表：
| 上下車人次變化 | 上下車人次變化 |
| 年度           | 1日平均人次    |
| -------------- | -------------- |
| 2011           | 32             |
| 2012           | 38             |
| 2013           | 34             |
| 2014           | 28             |

## 車站周邊
車站周邊為田園地帶。
- 國道234號
- 札幌高爾夫俱樂部（日语：札幌ゴルフ倶楽部）由仁球道
- 伏見台公園
- 海蒂牧場
- 不動之瀧
- 振寒川
- 北海道中央巴士（日语：北海道中央バス）（岩見澤營業所（日语：北海道中央バス岩見沢営業所））「古山站前」巴士站[15]

## 相鄰車站
北海道旅客鐵道（JR北海道）
室蘭本線
三川－古山－由仁

## 注腳
1. 1 2 3 4 5 6 7  石野哲（編）. . JTB. 1998: 855. ISBN 978-4-533-02980-6 （日语）.
2. ↑  「運輸省告示第305号」『官報』1947年11月27日（國立國會圖書館數碼化收藏）
3. ↑  . 交通新聞 (交通協力会). 1980-05-18: 1 （日语）.
4. ↑  北海道630駅 小學館 1993年發行
5. 1 2 3 4  書籍《北海道鉄道駅大図鑑》（著：本久公洋、北海道新聞社、2008年8月發行）115頁。
6. 1 2  《北海道の駅878ものがたり 駅名のルーツ探究》（監修：太田幸夫，富士コンテム，2004年2月發行）58-59頁。
7. 1 2 3 4 5 6 7 8  《JR・私鉄全線各駅停車1 北海道630駅》（小學館，1993年6月發行）91頁。
8. 1 2 3 4 5 6  書籍《国鉄全線各駅停車1 北海道690駅》（小學館，1983年7月發行）87頁。
9. ↑   (PDF) (新闻稿). 北海道旅客鉄道株式会社: 8. 2017-12-08  [2018-08-18]. （原始内容 (PDF)存档于2018-08-17） （日语）.
10. ↑   (PDF) (新闻稿). 北海道旅客鉄道株式会社: 3. 2018-07-02  [2018-08-18]. （原始内容 (PDF)存档于2018-08-17） （日语）.
11. ↑   (PDF). 北海道旅客鉄道: 3. 2019-10-18  [2019-10-18]. （原始内容 (PDF)存档于2019-10-18） （日语）.
12. ↑   (PDF). 北海道旅客鉄道: 3. 2020-10-30  [2020-11-04]. （原始内容 (PDF)存档于2020-11-02） （日语）.
13. ↑  国土数値情報　駅別乗降客数データ  （页面存档备份，存于）（日語） - 國土交通省，2020年9月24日參閲
14. ↑  北海道の交通関係 （页面存档备份，存于）（日語） 2020年9月24日參閲
15. ↑  . 北海道中央バス.   [2019-05-31]. （原始内容存档于2018-01-26） （日语）.